# Vereeniging
Vereeniging (afrikaans für ‚Vereinigung‘) ist eine Stadt in der Provinz Gauteng in Südafrika. Die Stadt liegt am Fluss Vaal, am Südrand des Ballungsraumes Johannesburg und hat 99.787 Einwohner (Stand 2011).
Die Wasserkraft des Vaal wird für die Energiegewinnung genutzt, was Vereeniging mit zu einem Zentrum der Montanindustrie verhalf, vor allem der Eisenverhüttung und des Steinkohlenbergbaues. Die Stadt beliefert durch ihre Kraftwerke einen großen Teil von Gauteng mit Elektrizität. Bei Vereeniging befindet sich einer der größten Staudämme Südafrikas, der Vaal-Stausee.
Vereeniging wurde 1892 von Buren gegründet. Der Vertrag von Vereeniging beendete im Jahre 1902 den Zweiten Burenkrieg.

## Persönlichkeiten, geboren in der Stadt
- Adelaide Tambo (1929–2007), Politikerin und Bürgerrechtlerin
- Leon Schuster (* 1951), Filmemacher, Comedian, Moderator und Sänger
- Francois Pienaar (* 1967), Rugbyspieler
- Morne Nagel (* 1978), Leichtathlet
- Elizna Naudé (* 1978). Leichtathletin
- Juan van Deventer (* 1983), Leichtathlet
- Henri Schoeman (* 1991), Duo- und Triathlet